# Juliusz Auspeks
Iulius Auspex – przywódca galijskiego plemienia Remów w okresie powstania Batawów z lat 69-70 n.e. Na spotkaniu plemion galijskich doradzał pojednanie z Rzymem.
Juliusz Cywilis przywódca powstania Batawów wznieconego przeciwko Rzymianom uzyskał poparcie szeregu wodzów galijskich, takich jak: Juliusz Sabinus z plemienia Lingonów oraz Juliusz Klassykus, Juliusz Tutor i Tulliusz Walentynus z plemienia Trewerów. Podjęli oni działania mające na celu rozszerzenie powstania na kolejne plemiona galijskie. Jednakże próba Juliusza Sabinusa nakłonienia siłą wiernych Rzymowi Sekwanów zakończyła się porażką. Skłoniło to Remów do rozesłania posłów, by naradzić się nad prowadzeniem wojny lub zawarciem pokoju. W obliczu informacji o nadciągających legionach z Italii (XXI Rapax), Hiszpanii (VI Victrix, X Gemina) i Brytanii (XIV Gemina), które miały stłumić rozszerzające się na Galię powstanie Cywilisa, przedstawicielstwa plemion galijskich zebrały się w Durocortorum (obecnie Reims) na terenie Remów. Na spotkaniu Tulliusz Walentynus naciskał na kontynuowanie wojny, natomiast Juliusz Auspeks wskazywał na potęgę Rzymu i zachęcał do zawarcia pokoju. Jego propozycja zyskała uznanie zgromadzonych i polecono Trewerom wstrzymanie się od działań wojennych.

## Źródła
- Tacyt: Dzieła. Tłumaczenie Seweryn Hammer. Warszawa: Czytelnik, 2004. ISBN 83-07-02993-7. Brak numerów stron w książce